# Jessica Schwarz
Pour les articles homonymes, voir Schwarz.
Jessica Schwarz (née le 5 mai 1977 à Erbach, en Hesse) est une actrice allemande et une ancienne présentatrice de la chaîne musicale allemande VIVA.

## Biographie
Jessica Schwarz commence une carrière de mannequin avant de devenir présentatrice à la télévision allemande.
Elle a notamment participé, avec le peintre Jonathan Messe, à un numéro de l'émission Au cœur de la nuit réalisé par Hanna Leissner et diffusé sur Arte. Dans cet épisode, ils parcourent Hambourg en partageant des souvenirs.
En 2000, elle commence une carrière d'actrice au cinéma.

### Vie privée
Elle a été la compagne de l'acteur Daniel Brühl.

## Filmographie

### Cinéma
- 2004 : La Ligne de cœur (Kammerflimmern) d'Hendrik Hölzemann : November
- 2006 : Charlotte et sa bande de Vivian Naefe : Mme Rose
- 2006 : Le Perroquet rouge (Der Rote Kakadu) de Dominik Graf : Luise
- 2006 : Le Parfum, histoire d'un meurtrier (Perfume: The Story of a Murderer) de Tom Tykwer : Natalie
- 2006 : Rien que des fantômes (Nichts als Gespenster) de Martin Gypkens : Nora
- 2006 : Der Liebeswunsch de Torsten C. Fischer : Anja
- 2007 : Fashion Victims - Reine Geschmacksache de Ingo Rasper : Frau Pfeiffer
- 2007 : Pourquoi les hommes n'écoutent jamais rien et pourquoi les femmes ne savent pas lire les cartes routières de Leander Haußmann : Katrin
- 2007 : Charlotte et sa bande 2 : premières amours de Vivian Naefe : Mme Rose
- 2009 : Charlotte et sa bande : vers l'âge adulte de Vivian Naefe : Mme Rose
- 2010 : Das Lied in mir de Florian Cossen : Maria
- 2010 : The Door : La Porte du Passé (Die Tür) d'Anno Saul : Maja Andernach
- 2012 : Yoko de Franziska Buch : Mama Katja
- 2012 : Jesus liebt mich de Florian David Fitz : Marie
- 2013 : Adieu Paris de Franziska Buch : Patrizia Munz
- 2019 : Das perfekte Geheimnis de Bora Dagtekin : Eva Koch

### Télévision

#### Téléfilms
- 2008 : Les Buddenbrook, le Déclin d'une famille (Buddenbrooks) de Heinrich Breloer : Antonie 'Tony' Buddenbrook
- 2009 : Romy Schneider de Torsten C. Fischer (Romy) : Romy Schneider
- 2010 : L'homme qui sautait par-dessus les voitures : Ju
- 2017 : Reich oder tot : Claire Kessel
- 2020 : Biohackers (série télévisée Netflix) Tanja lorenz